# Valdemaras Valkiūnas
Valdemaras Valkiūnas (ur. 26 sierpnia 1959 w m. Gajūnai w rejonie birżańskim) – litewski przedsiębiorca, działacz samorządowy i polityk, poseł na Sejm.

## Życiorys
Uczył się w szkole średniej w Papilys w gminie Birże. W 1975 wraz z rodziną przeniósł się do Rygi. Pracował jako tokarz, stolarz, kierowca i handlowiec. W latach 1978–1980 odbył służbę wojskową w Armii Radzieckiej. W 1992 podjął własną działalność gospodarczą. Założył i do 2008 kierował prywatnym przedsiębiorstwem Voldemars z siedzibą w Rydze. Był zaangażowany w działalność litewskiej społeczności na Łotwie, sponsorował litewską szkołę średnią w Rydze. W łotewskiej stolicy ukończył studia nauczycielskie i pedagogiczne. W latach 2002–2003 pełnił funkcję prezesa, a następnie wiceprezesa Litewskiej Izby Handlowej na Łotwie. W 2007 ukończył studia w prywatnej szkole wyższej w Rydze, specjalizując się w dziedzinie psychologii, a dwa lata później uzyskując magisterium.
W 2007 został wybrany do samorządu gminy Birże jako kandydat Litewskiej Partii Socjaldemokratycznej, a rok później zdobył mandat posła na Sejm, wygrywając wybory w okręgu jednomandatowym Birże-Kupiszki jako kandydat niezależny. Wstąpił do frakcji Związku Liberałów i Centrum. W lipcu 2009 przyłączył się do frakcji Partii Wskrzeszenia Narodowego, by we wrześniu tego samego roku objąć funkcję wiceprzewodniczącego frakcji Jedna Litwa. W 2010 został wiceprzewodniczącym klubu parlamentarnego Partii Chrześcijańskiej, wkrótce jednak opuścił jej frakcję, później wrócił do LiCS, zaś kadencję kończył jako deputowany niezrzeszony. W 2012 bezskutecznie ubiegał się o reelekcję jako lider Partii Republikańskiej.
W 2015 wygrał wybory bezpośrednie na mera rejonu birżańskiego. W 2019 nie uzyskał reelekcji, został natomiast wybrany na radnego. W 2020 po raz drugi jako kandydat niezależny został wybrany do Sejmu.